# 孙普选
孙普选（1953年—），山东蓬莱人，汉族，中华人民共和国政治人物、第十一届全国人民代表大会黑龙江地区代表。
毕业于齐齐哈尔第二机床厂技校，是中共党员。担任齐齐哈尔第二机床集团有限公司马恒昌小组组长。2008年起担任全国人大代表。